# Norske Skog
Norske Skog ASA (tidligere Norske Skogindustrier ASA) er en norsk skovindustrikoncern, der blev etableret i 1962. De fremstiller pulp & papir, forskelligt emballage og tømmer. De har fabrikker i fem lande. I 2020 producerede de 2 mio. tons papir. De omsætter for ca. 10 mia. norske kroner, og de har ca. 2.300 ansatte.
Norske Skog begyndte i 1962 med byggeriet af en papirmølle i Skogn i Levanger, som åbnede i 1966 og endnu en papirfabrik i 1967.